# Sterling Archer
Sterling Malory Archer, conosciuto semplicemente come Archer, è il protagonista della serie animata statunitense Archer. Creato da Adam Reed, Archer è per gran parte della serie un agente segreto dell'agenzia di spionaggio ISIS (International Secret Intelligence Service) che lavora nel quartier generale dell'agenzia a New York. Nel doppiaggio originale è interpretato da H. Jon Benjamin, mentre nell'adattamento italiano il suo ruolo è stato affidato a Fabio Boccanera.
Il personaggio e la sua interpretazione sono stati accolti con favore da parte della critica. Per il suo doppiaggio, H. Jon Benjamin ha ricevuto varie candidature a importanti premi.

## Aspetto e personalità
Sterling è un uomo bianco adulto di circa trent'anni con gli occhi blu e i capelli corti e neri. L'uomo pesa 84 kg (186 lb) ed è alto 1,89 m (6,2 ft). Il protagonista della serie è considerato l'agente più pericoloso del mondo, dal nome in codice Duchessa. Egli infatti dimostra eccellenti capacità da spia e di combattimento, nonostante i suoi interessi principali siano: le belle donne, i vestiti firmati, gli stimolanti, il lacrosse e i giocattoli spia. Solitamente indossa camicia e giacca costose fatte a mano, ma quando è in missione indossa quasi sempre il suo dolcevita nero, di cui si ritiene il primo ad averne capito l'utilità in missione. L'arma principale dell'uomo, che porta sempre con sé, è una Walther PPK. Archer di solito guida auto sportive: la madre gli regala infatti una versione modificata della Dodge Challenger e lo si è visto spesso guidare una Chevrolet El Camino.
Inoltre Sterling, in quasi tutte le scene in cui appare, ha in mano una bevanda alcolica: è infatti un alcolizzato ed è spesso ubriaco. L'uomo soffre anche di acufene, causato dai numerosi colpi di proiettile, esplosi vicino all'orecchio.
Archer risulta largamente influenzato dal personaggio di Ian Fleming, James Bond. Aisha Tyler ritiene infatti che Archer rappresenti al meglio la forma più pura di ciò che è realmente James Bond: "nonostante infatti, a un primo sguardo, Sterling sembri solamente un personaggio sempre ubriaco che dorme in giro e utilizza le donne come carta igienica, ha in realtà dentro di sé un qualcosa che lo rende un vero eroe”.

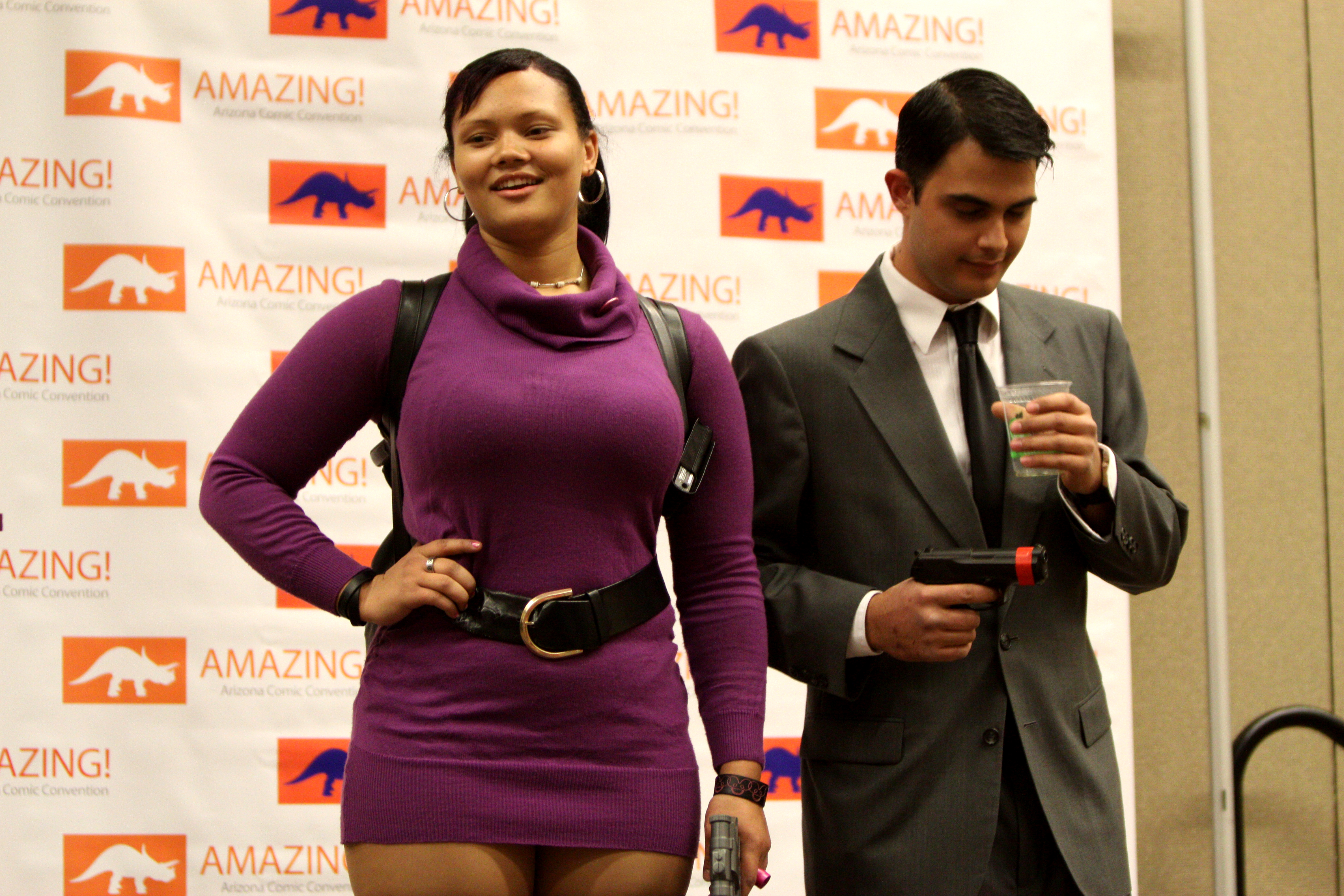
Due cosplayer indossano i panni di Lana e Archer.

Archer è narcisista ed estremamente sarcastico: l'obiettivo del suo creatore era infatti quello di renderlo il più fastidioso possibile, lasciandogli comunque anche delle caratteristiche positive. Il personaggio viene descritto come "misogino", "mellifluo", "maldestro", "inetto", "di bell'aspetto", "vanesio" e "indecente". Archer spesso usa la sua posizione da agente segreto per avere rapporti sessuali con le belle donne che incontra, il che lo mette spesso sotto esame da parte del resto del team: come afferma Pam, la direttrice delle risorse umane dell'ISIS, la maggior parte del proprio lavoro consiste nel gestire tutte le denunce per molestie sessuali contro di Sterling. "Archer, l'arrogante superspia testarda che mette le mani su ogni donna curvy che incontra" ha affermato Ken Tucker di Entertainment Weekly in una sua recensione. Pur essendo un agente affidabile, abile nel suo lavoro, Archer mostra frequenti attacchi di incompetenza quando gli viene assegnato un compito per lui troppo faticoso. 
Dennis Tang di GQ ha dichiarato che, come Archer progredisce nel corso della trama, le qualità abrasive del suo personaggio diventano sempre meno fastidiose, portandolo a divenire via via più "affettuoso" con gli altri. Questo è indicativo quando rivela le sue tre più grandi paure a Lana: quella per i coccodrilli, per gli alligatori e per gli aneurismi cerebrali. D'accordo con ciò, Adam Reed ha dichiarato che Archer è "una doccia totale": la serie mostra infatti tutte le sfaccettature di Sterling, a partire dalla sua dura infanzia o la sua adorazione per Burt Reynolds.
Archer mostra una conoscenza insolita di cultura popolare e fa un uso frequente di numerose citazioni da film od opere letterarie. Il suo attore preferito è Burt Reynolds e il suo film preferito con Reynolds protagonista è  Gator. Archer è inoltre appassionato di scherzi e si diverte a creare le più improbabili segreterie telefoniche per prendere in giro i suoi colleghi e soprattutto sua madre. Sterling dimostra eccezionali capacità di calcolo: riesce infatti a tenere conto dei proiettili rimasti ai suoi avversari e viene anche per questo indicato come possibilmente autistico nell'episodio Coyote Lovely.
Archer ha un particolare rapporto con tutti i suoi colleghi. Ha una rapporto dinamico ambivalente con sua madre Malory, che era spesso negligente verso di lui durante la sua infanzia: ciò ha determinato in Sterling vari problemi come lo sviluppo di un materno abbandono. Alcuni di questi problemi si sono poi tradotti in tensione sessuale, evidente quando Archer ha un'erezione al pensiero che Malory possa essere morta o quando grida il suo nome durante un rapporto sessuale con Lana. Archer ha inizialmente un rapporto estraniato con Lana, con la quale ha chiuso il loro rapporto pluriennale sei mesi prima dell'inizio della serie. Tuttavia, dopo la battaglia di Archer con il cancro, Lana diventa più affettuosa con lui, arrivando a sceglierlo come padre di sua figlia e tornandoci insieme nella sesta stagione. Archer utilizza spesso il suo spirito, la sua astuzia e il sarcasmo per degradare i suoi amici, in modo da nascondere le sue insicurezze. "Penso che sia perché ha qualcuno più basso di grado rispetto a lui" ha concluso Reed, che ritiene che quando lui collabora con Lana e Cyril nell'episodio El Contador, Archer si prenda gioco di Cyril solo per apparire uguale a lui.

## Biografia

### Antefatti
Archer è nato a Tangeri nel 1948 (nell'episodio Il morso del cobra Archer afferma che il colpo di Stato in Guatemala del 1954 è coinciso con il suo sesto compleanno) da Malory Archer, ex agente segreto di cui è l'unico figlio. Il bambino viene chiamato Sterling come l'argento sterling di cui erano fatti i sonagli regalati a sua madre da Woodhouse, per la sua nascita. Per gran parte della sua vita Archer crede che il suo padre biologico sia morto quando lui aveva appena tre anni: tuttavia Malory gli rivela che John Fitzgerald Archer era solo un nome fittizio da lei inventato e che non sa chi sia il suo vero padre. Suo padre potrebbe essere infatti il capo del KGB Nikolai Jakov, il capo dell'agenzia rivale dell'ISIS, l'ODIN, Len Trexler, il jazzista Buddy Rich o un attivista italiano di cui Malory si era innamorata. Nell'episodio Il morso del cobra Archer si ricorda, a causa del veleno di un cobra entratogli in circolo, di una visita del suo vero padre il giorno del suo sesto compleanno: lo sconosciuto gli regala un alligatore di pezza ma, quando Archer sta per riconoscerne il volto, i suoi amici gli iniettano l'antidoto al veleno, riseppellendo quei ricordi nella sua memoria. Sterling, a causa delle continue assenze di sua madre che gli preferisce il proprio cane Duchessa (che poi diventerà il nome in codice di Sterling), viene inizialmente cresciuto dal maggiordomo di famiglia Woodhouse e poi educato per oltre quindici anni in un collegio, dove entra nella squadra di lacrosse. Grazie al suo talento in questo sport, ad Archer viene offerta una borsa di studio per la Johns Hopkins University, ma a causa di un colpo di proiettile che "non è stato in grado di evitare" deve abbandonare questa possibilità. Anche se non viene detto esplicitamente sembra che successivamente Sterling si sia laureato alla Georgetown University.

### Storia principale
Archer ci viene presentato nel primo episodio della serie Caccia alla talpa, come un agente speciale che lavora per conto dell'agenzia ISIS. Nella prima stagione, Archer tenta di fare ammenda con la sua ex-fidanzata Lana Kane, con la quale ha avuto una lunga relazione, terminata sei mesi prima dell'inizio della serie a causa dei continui tradimenti dell'uomo e dell'eccessiva presenza di sua madre. La situazione con Lana è complicata da Cyril Figgis, il compagno attuale di Lana. Dall'altra parte Archer sta intrattenendo una fugace relazione con Cheryl Tunt, la segretaria di Malory che lui chiama Carol. Nella prima metà della prima stagione, Lana tenterà di vendicarsi più volte di Archer, arrivando persino a sparargli ripetutamente.
Gran parte della seconda stagione è dedicata alla ricerca di Archer del suo vero padre. Sterling parte infatti per la Russia, per verificare se Jakov sia o meno il suo genitore, ma viene catturato dal KGB. Preoccupata dal rapimento del figlio, Malory è costretta a ingaggiare la nemesi di Archer, Barry Dylan, per salvarlo: durante il salvataggio però Archer abbandona il suo soccorritore al suo destino, lasciandolo precipitare giù da un palazzo. Sterling, ormai solo, viene per questo salvato da Katya Kasanova, un'ex agente del KGB, innamorata da sempre di lui, che chiede all'uomo di poter entrare anch'ella nell'ISIS. La coppia, appena conosciutasi, decide così di sposarsi, ma, durante la cerimonia, irrompe Barry, salvato e trasformato in un cyborg dal KGB, che vuole vendicarsi di Archer per le numerose umiliazioni subite. Katya, per salvare la vita a Sterling, si sacrifica inutilmente, lanciandosi giù dal grattacielo, nel tentativo di uccidere Barry. Durante la ricerca di suo padre, Archer, inoltre, si ammala di cancro al seno al secondo stadio, per poi guarire, e si avvicina nuovamente a Lana, arrivando più volte sul punto di dichiararle il suo amore. In questa stagione Sterling diventa anche padre di Seamus, nato dalla sua prostituta preferita Trinette, ma in realtà figlio naturale di Cyril.
All'inizio della terza stagione, a causa della morte della sua fidanzata Katya, Archer scappa da New York e si rifugia in Polinesia, per allontanarsi dai ritmi frenetici del suo lavoro. Per rintracciare e recuperare suo figlio, Malory decide così di reclutare l'ex agente ISIS, Rip Riley e successivamente di inviare Lana e Ray. Archer, dopo essere stato catturato, insieme a Rip, dai pirati, riesce a divenire, anche se solo per un breve periodo, il re di questi ultimi, grazie anche al ruolo da mediatore di Noah, anch'egli rapito precedentemente dai pirati e abile conoscitore della loro lingua. Sterling riesce a fuggire, insieme a tutti i suoi compagni, solamente dopo varie peripezie. In questa stagione Archer rincontra la sua defunta fidanzata Katya, resuscitata e trasformata in un cyborg da Krieger, ma a causa del suo terrore per i robot e al tradimento della donna con Barry, i due decidono di rimanere solo amici. Dall'episodio Diserzione, inoltre, Archer intrattiene una breve relazione con Pam.
La quarta stagione inizia con Archer che, dopo aver visto il matrimonio di sua madre con Ron Cadillac, ha una perdita di memoria e, ormai da due mesi, crede di chiamarsi Bob e di essere un venditore di hamburger: toccherà a Lana fargli tornare la memoria, per salvarlo dal KGB. Al termine della stagione Archer scopre che Lana è incinta e decide di salvarla, rischiando la sua vita, per permetterle di fuggire dalla base sottomarina, dove erano rimasti intrappolati.
Dopo che l'FBI ha fatto chiudere l'ISIS, per tutta la quinta stagione, Archer e il resto della squadra si improvvisano narcotrafficanti, per vendere una tonnellata di cocaina, nascosta da Malory nel suo ufficio. Al termine della stagione si scopre che Archer è il padre della figlia appena nata di Lana, Abbiejean, nata grazie a una sua inconsapevole donazione di sperma, dato che la donna era preoccupata che lui morisse di cancro e non voleva perderlo.
Nella sesta stagione, dopo la riapertura dell'ISIS, Archer torna nuovamente a essere un agente segreto, questa volta però come contraente della CIA. Sei settimane dopo il termine della stagione precedente, Sterling si trova tuttavia in Thailandia, dopo essere fuggito alla notizia di essere padre. Qui però cambia idea e decide perciò di tornare dalla sua famiglia e di affrontare le proprie responsabilità. Durante tutta la stagione, Archer si riavvicina nuovamente sempre di più a Lana, fino a che i due non tornano insieme, dopo che l'uomo si dimostra capace anche di rifiutare la sua vecchia fiamma Katya. Al termine della stagione la CIA chiude nuovamente l'ISIS e tutti si ritrovano senza un impiego.
Sterling, nella settima stagione, diventa un investigatore privato senza licenza, nell'agenzia Figgis a Los Angeles, e si ritrova coinvolto nelle macchinazioni dell'attrice Veronica Deane. Nell'ultimo episodio, apparentemente, Archer viene ucciso da Veronica, dopo aver organizzato un piano per scagionare Lana dall'accusa di omicidio.
Archer, sopravvissuto al colpo di pistola sparatogli da Veronica Deane, dall'ottava alla decima stagione, è in coma e si ritrova via via, in ogni stagione, intrappolato in una diversa realtà alternativa creata dalla sua mente. L'uomo si risveglierà solamente al termine della decima stagione, scoprendo di aver dormito per tre lunghi anni. A partire dall'undicesima stagione, Sterling dovrà perciò tentare di recuperare il tempo perso con Lana e i suoi compagni, tornando a fare il suo vecchio lavoro di agente segreto.

### Altre versioni del personaggio
- Archer Dreamland: In coma, Archer crea, nella sua mente, un mondo immaginario dall'atmosfera noir, nel quale ritrova tutte le sue vecchie conoscenze. Qui Sterling è un veterano della seconda guerra mondiale, ora detective privato, affetto da DPTS, che, per indagare sulla morte del suo partner Woodhouse, si vede costretto a collaborare con Madre, una dei boss criminali di Los Angeles, e con il detective corrotto Poovey[ep 26].
- Archer Danger Island: Archer crea questa volta una realtà alternativa ambientata nel 1939 a Mitimotu, una remota isola immaginaria dell'Oceano Pacifico, dove lui è un pilota di idrovolanti alcolizzato[15], ispirato a Rip Riley. Al seguito di Sterling vi sono la copilota Pam e l'ara scarlatta Crackers.
- Archer 1999: Archer è un astronauta, co-comandante, a metà con la sua ex moglie Lana, della nave spaziale M/V Seamus[16].

## Sviluppo del personaggio

### Concezione

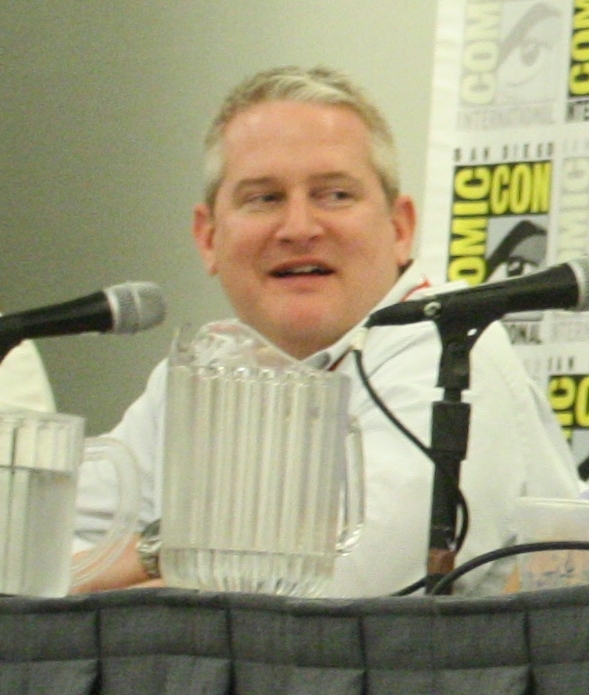
Adam Reed, il creatore della serie Archer.

Dopo la cancellazione della serie animata Frisky Dingo nel 2008, Reed si prese un anno di pausa dal lavoro per viaggiare, nel tempo libero, per l'Europa e in Marocco, per poter osservare l'atmosfera generale che si sente in questi nuovi ambienti. "Sono stato in Europa e in Marocco per la maggior parte dell'anno" ha affermato Reed, continuando poi: "ho vagabondato in giro con uno zaino e la barba trasandata e, seduto nei caffè, scrivevo ciò che vedevo: tutte queste persone ricche e le belle donne. Continuavo a pensare a questo mondo, al quale non ero invitato, in questi edifici splendidi. Ero come "So che c'è una grande festa a base di cocktail sul tetto di quell'edificio, e io invece sto in giro con il mio cibo da asporto caldo". Così ho continuato a pensarci e sai, James Bond sarebbe totalmente adatto per quella festa, e non sarebbe certo qui a mangiare quello che mangio io".
Nella speranza di creare un personaggio innovativo e una relativa serie di genere spy fiction, Reed ha continuato i suoi sforzi a casa: ha deciso di leggere infatti tutti i romanzi di James Bond, regalatigli molti anni prima da un conoscente. Reed allude prontamente alla natura misogina delle copertine dei romanzi e decide di partire da ciò per lo sviluppo del suo nuovo personaggio. Sebbene il creatore di Archer volesse che il personaggio del titolo incarnasse un ottuso ma simpatico James Bond, era ancora in apprensione sulla modellazione vera e propria di esso, fino a quando non rimase immediatamente affascinato dall'interpretazione di Judi Dench di M in GoldenEye. "Mi giravano le rotelle su questo", ha osservato Adam Reed "e poi è scattato qualcosa quando, mentre guardavo il reboot di James Bond, con Judi Dench come M, ho pensato a una dinamica strana: e se M fosse la madre di James Bond? E cosa potrebbe succedere se fossero entrambi delle persone orribili?".
La disapprovazione di FX per il comportamento maldestro di Archer, rese tuttavia difficile per Reed la scrittura della sceneggiatura dell'episodio pilota della serie: "È stato difficile, se un ragazzo è bello, apparentemente ricco e ha un grande appartamento con tutte le ragazze che vuole ed è anche il ragazzo più intelligente nella stanza, nessuno farà il tifo per lui". Le preoccupazioni di FX si sono placate dopo che Reed ha affermato che Archer era semplicemente troppo sicuro di sé, e non muto: "È solo estremamente fiducioso e pensa che nulla di male possa accadergli, così nelle situazioni pericolose in cui si trova, nonostante le sue abilità, sembra comunque ottuso e idiota".
Tutti i personaggi principali della serie sono ispirati a un gruppo selezionato di residenti locali di Atlanta. I produttori poi li hanno vestiti in abiti d'epoca. Archer è stato disegnato partendo da un elettricista che, secondo Adam Reed, "era decisamente di bell'aspetto e molto piacevole".

### Casting

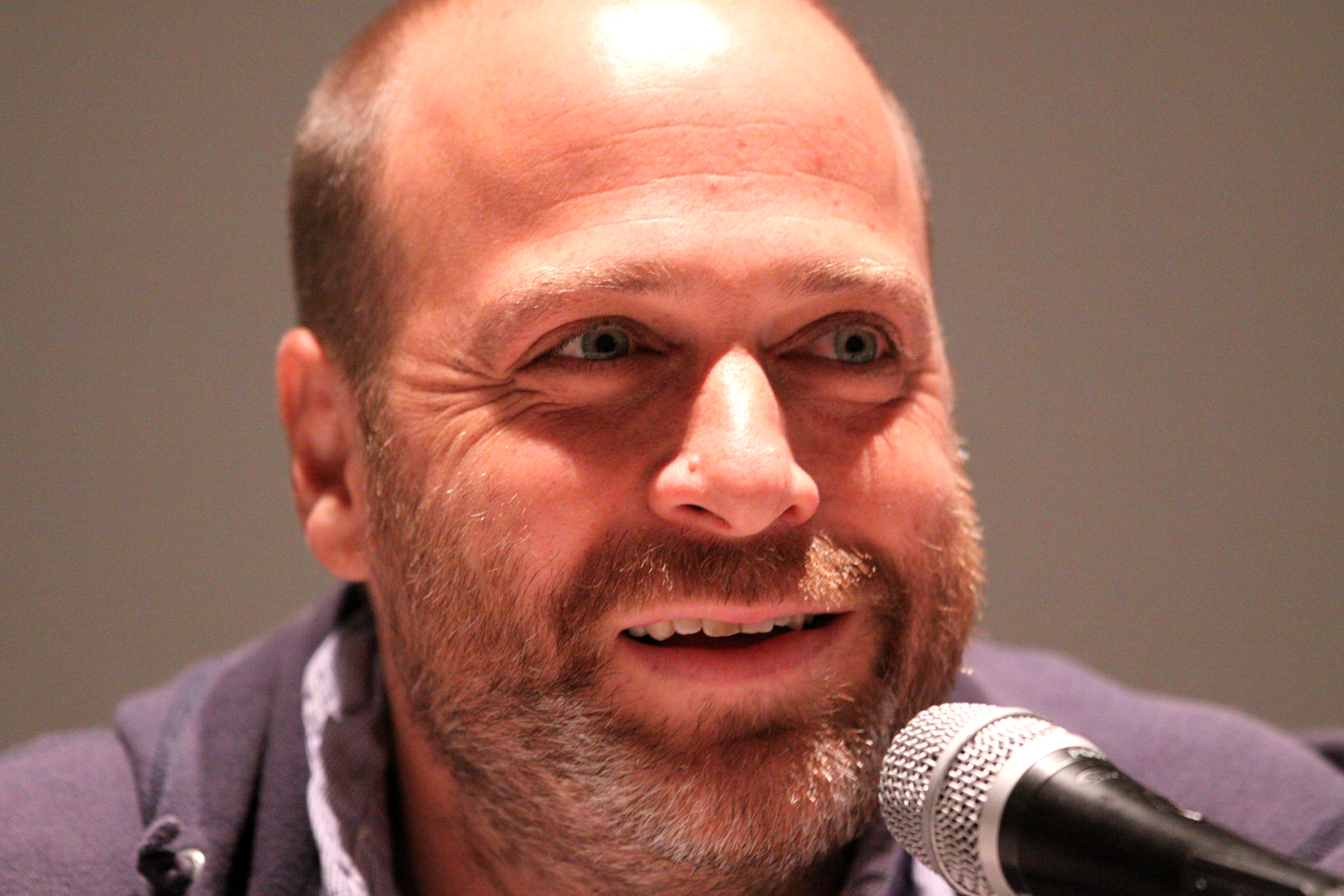
Jon Benjamin, il doppiatore scelto per Sterling.

Inizialmente Reed avrebbe voluto prestare lui stesso la voce a Sterling Archer, ma poi ha riconosciuto che sarebbe stato meglio farlo doppiare a un attore professionista. Adam Reed decise così di contattare H. Jon Benjamin che conosceva per i suoi vari ruoli nei cartoni di Adult Swim come The Venture Bros. e Home Movies e lo chiamò mentre stava visitando i suoi genitori a Tucson. Benjamin inizialmente non lo conosceva, ma dopo che gli si diede una copia dello script dell'episodio pilota, registrò la sua parte la settimana successiva in uno studio di Tucson. "Lo studio di registrazione era uno studio improvvisato nel retro della casa di un ragazzo o qualcosa del genere. L'audio si sentiva sporco, ma non credo di aver letto la sceneggiatura prima, non facevo a tempo. Avevo giusto il tempo di visitare i miei genitori ed è successo tutto, così sono andato a leggere e tutto è andato alla grande, tranne che per i miei genitori". Benjamin era condizionato dal suo nuovo ruolo, come era in apprensione sul dover imitare una spia. Essere un attore da "Home Film" era una prerogativa assoluta per Reed, per poter ritrarre al meglio il carattere del personaggio, a causa della sua voce inconfondibile. Adam Reed ha affermato: "Una delle ragioni per cui credo di fare il tifo per lui (Archer), oltre a sapere che alcuni fatti di cui è responsabile non sono colpa sua, è la voce di Jon che fa sembrare belle anche tutte le cose orribili dette da Archer".

## Accoglienza

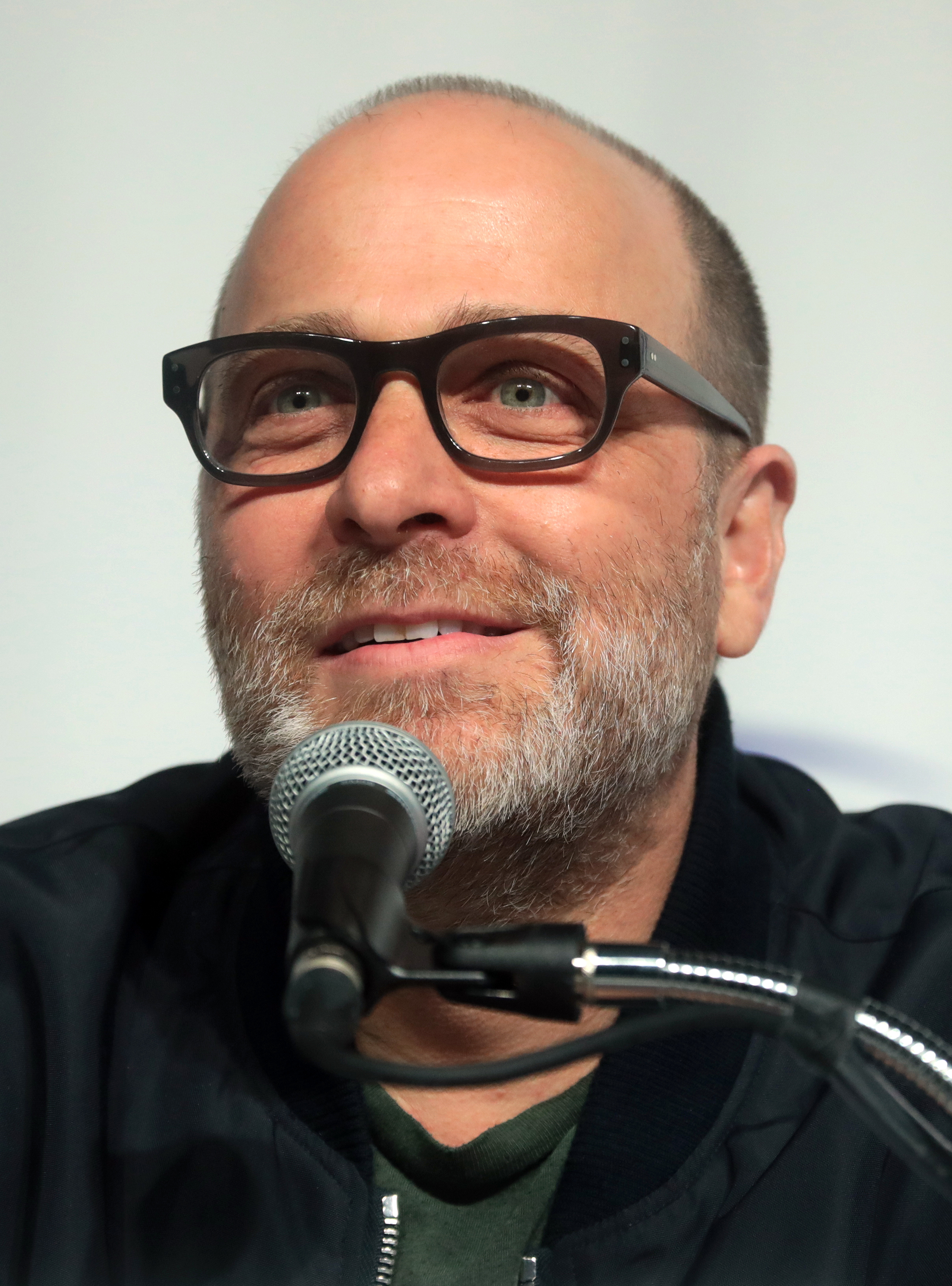
Benjamin, doppiatore di Archer, ha ricevuto ottime recensioni dai critici per la sua interpretazione.

Il personaggio di Sterling Archer e il suo doppiaggio di H. Jon Benjamin sono stati ben accolti dalla critica. Dan Kois di Slate ha attribuito l'amabilità del personaggio alla sua disposizione impulsiva e inesperta: "Ha l'armadio, la vita sessuale, e degli armamenti di una superspia adulta, ma l'anima (e il controllo degli impulsi) di un bambino". D'accordo con questa affermazione, lo scrittore del Newsday, Verne Gay, ha affermato che: "Sterling Archer [...] è un soave ubriacone duro a ferirsi, comunque, sa come gestire le armi e le donne - a volte". James Poniewozik del Time ha definito Archer come la star stupida e ingannatrice della serie, mentre Whitney Matheson di USA Today ha dichiarato che il personaggio è insensibile, sebbene sia un individuo attraente. Tim Goodman del San Francisco Chronicle ha attestato che il tratto monotono della dizione di Benjamin è stato uno dei momenti salienti della serie: "Benjamin fa una sorta di battute disinvolte, da mezzo ubriaco e indignate che non mancano mai di divertire". Poniewozik ha riscontrato sentimenti similari, dichiarando che l'attore manifesta una predilezione arrogante di Archer. Per Maureen Ryan di Chicago Tribune, Benjamin ha dato (al suo personaggio) un'inflessione unica e un atteggiamento puro, "Archer-iano".
I critici hanno generalmente applaudito come la storyline del personaggio si sia sviluppata. Alan Sepinwall di HitFix ha affermato che la serie brilla quando gli scrittori "sono in grado di cavalcare la linea di Sterling, tra l'essere un bambino ignorante e una spia arguta in grado di essere iper-competente", palpabile nella prima parte della terza stagione, nell'episodio Cuore di Archer: Parte 1. Su L'uomo di Jupiter, Ross Bonaime di Paste ha dichiarato che il personaggio di Burt Reynolds fa, in modo efficace, luce su questioni affrontate da Archer, oltre a dimostrare un lato più affettuoso di lui. Benjamin è stato nominato per due importanti premi per il suo doppiaggio di Sterling Archer nella serie televisiva. La sua performance nell'episodio Caccia alla talpa infatti gli ha valso una candidatura ai Primetime Emmy Awards del 2010 come miglior doppiatore. Benjamin ha poi perso con l'attrice Anne Hathaway, premiata per la sua performance nell'episodio C'era una volta a Springfield de I Simpson. Nel 2012 ha ricevuto invece una candidatura agli Annie Award come miglior voce in una produzione televisiva d'animazione, accanto ai colleghi, membri del cast di Archer, Jessica Walter e Judy Greer. Il premio è stato poi dato a Jeff Bennett per il suo lavoro nella serie animata di Nickelodeon, I pinguini di Madagascar. Nel 2021 Benjamin riceve una candidatura, come miglior voce in una serie animata, alla prima edizione dei Critics' Choice Super Awards.

### Episodi
1. 1 2 3 4 5 6  Episodio 03x01, Cuore di Archer: Parte 1
2. ↑  Episodio 03x07, Drifting
3. ↑  Episodio 03x04, L'uomo di Jupiter
4. 1 2 3  Episodio 01x01, Caccia alla talpa
5. ↑  Episodio 02x05, Il ventiduesimo squadrone
6. ↑  Episodio 01x10, Nel nome della madre
7. ↑  Episodio 03x08, Lo scandalo
8. ↑  Episodio 03x12, Gara spaziale: Parte 1
9. ↑  Episodio 04x06, Il morso del cobra
10. 1 2  Episodio 02x09, Effetto placebo
11. ↑  Episodio 01x06, Skorpio
12. ↑  Episodio 01x07, Skytanic
13. 1 2  Episodio 02x12, Notti bianche
14. ↑  Episodio 01x09, L'offerta di lavoro
15. ↑  Episodio 02x13, Doppio gioco
16. ↑  Episodio 02x08, Stadio II
17. ↑  Episodio 02x03, L'esame del sangue
18. ↑  Episodio 03x03, Cuore di Archer: Parte 3
19. ↑  Episodio 03x11, Questione di pelle
20. ↑  Episodio 04x01, Fuga e riff
21. ↑  Episodio 04x13, Avventure in fondo al mare: Parte 2
22. ↑  Episodio 05x13, Archer Vice: Arrivo/Partenza
23. ↑  Episodio 06x01, Resistenza
24. ↑  Episodio 06x09, L'agente immobiliare
25. ↑  Episodio 06x10, Il passato ritorna
26. 1 2  Episodio 08x01, Ossessione omicida
27. ↑  Episodio 10x09, Robert De Niro

### Fonti
1. ↑   Fabio Boccanera, su Il mondo dei doppiatori. URL consultato il 10 giugno 2018.
2. ↑  (EN) Zan Romanoff, The Peculiar Sadness of Animated Alcoholics, su The AW, 13 dicembre 2017. URL consultato il 18 marzo 2020.
3. 1 2 3 4  (EN) Alex Pappademas, Theft! Super-Spies! Run-Ins With Carrot Top! Meet the Genius Behind 'Archer', su GQ, 10 febbraio 2010. URL consultato il 28 gennaio 2017 (archiviato dall'url originale il 19 gennaio 2015).
4. ↑  (EN) Jesse Thorn, Aisha Tyler, su The A.V. Club, 19 gennaio 2012. URL consultato il 28 gennaio 2017.
5. 1 2 3  (EN) Dennis Tang, Archer Creator Adam Reed Talks to GQ—GQ Fixes Archer's Tie Bar, su GQ, 19 gennaio 2012. URL consultato il 28 gennaio 2017.
6. 1 2  (EN) Verne Gay, 'Archer': Cartoon spy has trouble with the ladies, su Newsday, 12 gennaio 2010. URL consultato il 28 gennaio 2017.
7. 1 2  (EN) Tim Goodman, TV review: 'Archer' is well-crafted comedy, su San Francisco Chronicle, 13 gennaio 2010. URL consultato il 28 gennaio 2017.
8. 1 2  (EN) Whitney Matheson, DVR alert: FX unveils animated 'Archer', su USA Today, 14 gennaio 2012. URL consultato il 28 gennaio 2017.
9. 1 2 3 4  (EN) Matthew Gilbert, ‘Archer’ is a sly, witty spy cartoon for adults, su The New York Times Company, 14 gennaio 2010. URL consultato il 25 febbraio 2018 (archiviato dall'url originale il 18 gennaio 2013).
10. ↑  (EN) Ken Tucker, Archer (2012), su Entertainment Weekly, 9 marzo 2012. URL consultato il 28 gennaio 2017 (archiviato dall'url originale il 18 gennaio 2015).
11. 1 2  (EN) Todd VanDerWerff, Adam Reed walks us through Archer’s third season (Part 1 of 3), su The A.V. Club, 24 aprile 2012. URL consultato il 28 gennaio 2017 (archiviato dall'url originale il 27 maggio 2013).
12. ↑  (EN) Brian Lowry, Archer Review, su Variety, 17 novembre 2009. URL consultato il 28 gennaio 2017.
13. ↑  (EN) Interview: Aisha Tyler on ‘Archer’, su Picktainment, 1º marzo 2012. URL consultato il 28 gennaio 2017 (archiviato dall'url originale il 31 gennaio 2013).
14. ↑  (EN) James Hibberd, FX's Archer renewed for surprise season 11, reveals major changes, su Entertainment Weekly, 19 luglio 2019. URL consultato il 16 aprile 2021.
15. ↑  (EN) Beth Elderkin, Archer Heads to Danger Island to Face 'Quicksand, Cannibals, and Super-Intelligent Monkeys', su io9, 21 luglio 2017. URL consultato il 26 febbraio 2019.
16. ↑  (EN) Megh Wright, Shoot Straight Into Space With the Archer: 1999 Trailer, su Vulture, 15 aprile 2019. URL consultato il 3 settembre 2019.
17. 1 2 3 4  (EN) Julia Smith, Adam Reed, Creator of "Archer": Interview on The Sound of Young America, su Maximum Fun, 26 gennaio 2011. URL consultato il 28 gennaio 2017.
18. 1 2 3  (EN) Dennis Faye, Getting Smart, su Writers Guild of America. URL consultato il 28 gennaio 2017 (archiviato dall'url originale il 29 maggio 2014).
19. 1 2  (EN) Vlada Gelman, Adam Reed, su The A.V. Club, 24 febbraio 2011. URL consultato il 28 gennaio 2017.
20. ↑  (EN) Jake Lasker, SDCC 2010: ARCHER Interviews with Judy Greer, Chris Parnell, and Creator Adam Reed, su Collider, 23 luglio 2010. URL consultato il 28 gennaio 2017.
21. 1 2  (EN) Steve Heisler, H. Jon Benjamin, su The A.V. Club, 4 febbraio 2011. URL consultato il 28 gennaio 2017.
22. ↑  (EN) H. Jon Benjamin Talks FX’s Archer Season Finale, su Rock n' roll Ghost, 17 marzo 2010. URL consultato il 28 gennaio 2017.
23. ↑  (EN) Jordan DeSauliner, H. JON BENJAMIN TALKS 'ARCHER' SEASON THREE, su Rogue, 19 gennaio 2012. URL consultato il 28 gennaio 2017 (archiviato dall'url originale il 16 aprile 2012).
24. ↑  (EN) Dan Kois, Character Studies: Sterling Archer, su Slate, 9 febbraio 2012. URL consultato il 28 gennaio 2017.
25. 1 2  (EN) James Poniewozik, TV Tonight: Archer, su Time, 14 gennaio 2010. URL consultato il 28 gennaio 2017.
26. ↑  (EN) Maureen Ryan, Promising comedy 'Archer' goofs on spy-world cliches, su Chicago Tribune, 13 gennaio 2010. URL consultato il 28 gennaio 2017 (archiviato dall'url originale il 3 ottobre 2012).
27. ↑  (EN) Alan Sepinwall, Recensione: Archer - 'Cuore di Acher: Parte 1'- All hail the pirate king!, su HitFix, 25 settembre 2011. URL consultato il 28 gennaio 2017.
28. ↑  (EN) Ross Bonaime, Recensione di Archer: "L'uomo di Jupiter" - Episode 3.4, su Paste, 19 gennaio 2012. URL consultato il 28 gennaio 2017.
29. ↑  (EN) Primetime Emmy Awards 2010 (PDF), su Emmy. URL consultato il 28 gennaio 2017 (archiviato dall'url originale il 1º agosto 2013).
30. ↑  (EN) Annie Award 2012, su Annie Awards. URL consultato il 28 gennaio 2017.
31. ↑  (EN) Pete Hammond, 'Palm Springs', 'Lovecraft Country' Top Movie And Series Nominations For Inaugural Critics Choice Super Awards; Netflix Lands 35 Nods, su Deadline, 19 novembre 2020. URL consultato il 16 aprile 2021.